# 나기브 사위리스
나기브 온시 사위리스(아랍어: نجيب انسى ساويرس arz; 콥트어: Ⲛⲉⲅⲓⲃ Ⲟⲛⲥⲓ Ⲥⲉⲩⲏⲣⲟⲥ cop; 1954년 6월 15일 출생)는 이집트의 사업가이다. 사위리스는 날씨 투자의 모회사 회장이자 전 오라스콤 텔레콤 홀딩스와 오라스콤 투자 홀딩스 S.A.E.의 회장 겸 최고 경영자이다.

## 어린 시절
1954년 6월 15일 이집트 카이로에서 사업가 온시 사위리스 (오라스콤 그룹의 설립자)와 유스리야 로자 사위리스 사이에서 태어난 나기브는 세 형제 중 장남이다. 그의 형제들인 나세프와 사미도 억만장자이다.

## 교육
나기브는 기자 (이집트)에 있는 독일 복음주의 학교에서 학위를 받았으며, 취리히 연방 공과대학교에서 기술 행정 석사 학위와 함께 기계 공학 학위를 받았다.

## 경력
1979년 가족 사업인 오라스콤에 합류한 이래, 사위리스는 회사가 오늘날 이집트에서 가장 크고 다각화된 대기업 중 하나이자 국내 최대 민간 부문 고용주로 성장하고 다각화되는 데 기여했다. 사위리스는 오라스콤의 철도, 정보 기술, 통신 부문을 구축했다. 경영진은 90년대 후반 오라스콤을 오라스콤 텔레콤 홀딩(OTH), 오라스콤 건설 산업(OCI), 오라스콤 호텔 & 개발, 오라스콤 기술 시스템(OTS)으로 분리된 운영 회사로 나누기로 결정했다. 오라스콤 텔레콤 홀딩은 1997년에 설립되었고, 2011년에 오라스콤 텔레콤 미디어 앤 테크놀로지스가 설립되었으며, 최근에는 오라스콤 투자 홀딩스 S.A.E. (OIH)로 리브랜딩되었고, 그는 이 회사의 전무 이사 겸 최고 경영자이다.
2012년 8월, 사위리스는 라 만차 홀딩의 회장으로 임명되었다.
2014년, 사위리스는 자신의 통신 회사 지분을 러시아 회사 빔펠콤에 매각하여 40억 달러 이상을 벌어들였다.
2015년 초, 사위리스는 범유럽 텔레비전 채널 유로뉴스의 대다수 지분을 매입했다. 그는 2021년 12월 알팩 캐피탈에 지분을 매각하기 시작할 때까지 주요 주주로 남아있었다.
2015년 9월, 그는 시리아 분쟁을 피해 탈출하는 수십만 명의 난민을 돕기 위해 그리스 또는 이탈리아에서 섬을 사겠다고 제안했다. 그러나 그는 이 계획이 관할권 및 관세 규제 측면에서 어려움에 직면할 수 있다고 인정했다.
2016년 5월, 사위리스는 이집트 기반의 TV 채널 ONTV의 지분을 아흐메드 아부 하시마에게 매각했다.
2016년 12월, 사위리스는 오라스콤 텔레콤 미디어 & 테크놀로지의 CEO직을 사임했다.
이전에 제미니 글로벌 개발로 알려졌던 오라 디벨로퍼스는 2016년에 설립되었다. 이 회사는 그레나다의 실버 샌즈 복합 용도 프로젝트, 키프로스의 아이야 나파 마리나, 파키스탄 이슬라마바드의 에이틴 럭셔리 주거 프로젝트를 포함한 25억 달러 규모의 글로벌 부동산 포트폴리오를 소유하고 있다. 2023년에는 사위리스가 파키스탄의 바릭 골드 코퍼레이션의 70억 달러 규모의 레코 딕 구리-금 프로젝트에 대한 투자를 고려하고 있다고 보도되었다.
2024년 1월 31일, 이라크 정부는 오라 디벨로퍼스와 이라크 최대 주거 도시인 "알리 알와르디 시티" 개발 계약을 체결했다고 발표했다. 바그다드 남동쪽 약 25km에 위치한 총 면적 6100만 제곱미터의 계획된 새 도시는 "120,000개의 다양한 주택 단위와 녹지 공간, 도시 편의 시설, 스마트 도시 기술을 포함하여 지속 가능성과 환경 보존에 대한 최첨단 표준을 적용할 것"이다. 이 프로젝트는 이라크 지식인 알리 알와르디의 이름을 따서 명명되었으며, 바그다드의 인구 압력을 줄이는 것을 목표로 한다.
오라 디벨로퍼스는 바인이 오라의 아랍에미리트 내 첫 번째 프로젝트라고 발표했다. 바인은 아부다비와 두바이 사이의 간투트에 건설될 새로운 스마트하고 지속 가능한 도시이다. 480만 제곱미터 면적의 바인은 기술, 녹지 공간, 고품질 생활 방식에 중점을 둔 현대적인 생활 환경을 제공할 것이다.

### 금 및 광업
사위리스는 최근 몇 년 동안 주로 광업 투자 회사인 라 만차의 소유권을 통해 금 및 광업 부문에서 중요한 움직임을 보였다. 그의 벤처는 금 탐사 및 채굴에 중점을 두며, 특히 아프리카 및 기타 글로벌 시장으로의 사업 확장에 중점을 둔다. 사위리스는 금 가치 상승을 활용하기 위해 광업 자산 인수 및 자금 조달에 참여해 왔다. 그의 회사는 또한 캐나다와 코트디부아르와 같은 국가의 금 탐사 프로젝트에 전략적 투자를 했다.

### 제지
2000년대 초, 사위리스의 오라스콤 텔레콤은 알제리 이동 통신사 제지의 대다수 지분을 인수했다. 이 회사는 빠르게 성장하여 오라스콤의 가장 수익성 높은 자회사이자 알제리의 선도적인 모바일 서비스 제공업체 중 하나가 되었다.
2008년, 알제리 정부는 제지에 대한 지분율을 높이고 통신 부문에 대한 통제권을 강화하겠다는 의사를 밝혔다. 사위리스는 이를 자신의 소유권에 대한 직접적인 도전이자 오라스콤이 알제리에 투자했던 계약 위반으로 보았다. 2년 후인 2010년, 러시아 회사 빔펠콤(현 VEON)이 오라스콤을 64억 달러에 인수하고 합병했다. 2012년, 사위리스는 국제 투자 분쟁 해결 센터(ICSID)에 알제리 정부를 상대로 40억 달러의 손해 배상을 청구하는 소송을 제기했다. 그는 정부가 간섭과 괴롭힘을 벌여 결국 빔펠콤과의 합병을 통해 회사를 훨씬 낮은 가격에 팔도록 강요했다고 주장했다. 이 분쟁은 2014년 빔펠콤이 제지의 51% 지분을 알제리 국립 투자 기금(FNI)에 26억 4천만 달러에 매각하기로 합의하면서 종료되었다. 그러나 2017년, ICSID는 알제리 정부의 손을 들어주며 사위리스의 40억 달러 청구를 기각했다.

## 개인 생활
사위리스는 결혼하여 네 자녀를 두었다. 그는 아랍어, 영어, 독일어, 그리고 약간의 프랑스어를 구사한다.
2024년 기준 포브스지는 사위리스를 아프리카에서 5번째로 부유한 사람으로, 개인 자산은 76억 달러로 기재했다.
사위리스는 콥트 기독교인이다.